# Galatasaray Istanbul/Saison 1943/44
Die Saison 1943/44 von Galatasaray Istanbul war die 38. Saison in der Vereinsgeschichte und die 30. Saison in der İstanbul Futbol Ligi. Der Klub beendete die Saison auf dem 3. Platz.

## Personalien

### Kader
| Nat.       | Name             |
| Torhüter   | Torhüter         |
| ---------- | ---------------- |
| Turkei     | Osman İncili     |
| Turkei     | Saim Kaur        |
| Abwehr     |                  |
| Turkei     | Faruk Barlas     |
| Turkei     | Bülent Eken      |
| Turkei     | Adnan İncirmen   |
| Turkei     | Salim Şatıroğlu  |
| Mittelfeld |                  |
| Turkei     | Enver Arslanalp  |
| Turkei     | Hikmet Ebcim     |
| Turkei     | Mustafa Gençsoy  |
| Turkei     | Kemal Öngü       |
| Turkei     | Arif Sevinç      |
| Turkei     | İsmail Yönder    |
| Angriff    |                  |
| Turkei     | Eşfak Aykaç      |
| Turkei     | Orhan Canpolat   |
| Turkei     | Cemil Erlertürk  |
| Turkei     | Sabri Gençay     |
| Turkei     | Gündüz Kılıç     |
| Turkei     | Gazanfer Olcayto |
| Turkei     | Muzaffer Tokaç   |
| Turkei     | İlyas Zorlu      |

## Saison
Alle Ergebnisse aus Sicht von Galatasaray Istanbul.
Die Tabelle listet alle İstanbul-Futbol-Ligi des Vereins der Saison 1943/44 auf. Siege sind grün, Unentschieden gelb und Niederlagen rot markiert.

### İstanbul Futbol Ligi
| ST | Datum              | Gegner              | Ort                        | Ergebnis  | Tor(e) für Galatasaray Istanbul | Karte(n) für Galatasaray Istanbul |
| -- | ------------------ | ------------------- | -------------------------- | --------- | --- | --------------------------------- |
| 01 | 19. September 1943 | Kasımpaşa Istanbul  | Fenerbahçe Stadı, Istanbul | 9:0 (1:0) | 1:0 Tokaç (31.), 2:0 Kılıç (53.), 3:0 Olcayto (63.), 4:0 Gençsoy (67.), 5:0 Kılıç (69.), 6:0 Tokaç (71.), 7:0 Tokaç (78.), 8:0 Tokaç (89.), 9:0 Kılıç (87.) | keine                             |
| 02 | 26. September 1943 | Anadolu Hisarı      | Fenerbahçe Stadı, Istanbul | 2:1 (1:0) | 1:0 Erlertürk (15.), 2:1 Erlertürk (67.) | keine                             |
| 03 | 3. Oktober 1943    | Davutpaşa SK        | Fenerbahçe Stadı, Istanbul | 5:3 (5:1) | 1:0 Erlertürk (4.), 2:0 Aykaç (7.), 3:0 Kılıç (10.), 4:0 Olcayto (14.), 5:0 Olcayto (29.)                                                                   | keine                             |
| 04 | 10. Oktober 1943   | Beşiktaş Istanbul   | Şeref Stadyumu, Istanbul   | 5:1 (4:1) | 1:0 Kılıç (25.), 2:0 Olcayto (27.), 3:0 Olcayto (40.), 4:1 Tokaç (41.), 5:1 Kılıç (76.)                                                                     | keine                             |
| 05 | 17. Oktober 1943   | Istanbulspor        | Fenerbahçe Stadı, Istanbul | 5:1 (3:0) | 1:0 Eken (13.), 2:0 Ebcim (24.), 3:0 Eken (37.), 4:0 Tokaç (61.), 5:0 Eken (67.)                                                                            | keine                             |
| 06 | 24. Oktober 1943   | Vefa Istanbul       | Fenerbahçe Stadı, Istanbul | 1:0 (0:0) | 1:0 Sevinç (79.) | keine                             |
| 07 | 31. Oktober 1943   | Beykozspor          | Fenerbahçe Stadı, Istanbul | 2:0 (1:0) | 1:0 Sevinç (65.), 2:0 Eken (72.) | keine                             |
| 08 | 7. November 1943   | Süleymaniye         | Fenerbahçe Stadı, Istanbul | 2:0 (1:0) | 1:0 Aykaç (31.), 2:0 Eken (47.) | keine                             |
| 09 | 14. November 1943  | Fenerbahçe Istanbul | Fenerbahçe Stadı, Istanbul | 0:2 (0:0) | keine | Şatıroğlu (75.)                   |
| 10 | 5. Dezember 1943   | Kasımpaşa Istanbul  | Şeref Stadyumu, Istanbul   | 3:1 (1:1) | 1:0 Kılıç (13.), 2:1 Ebcim (47.), 3:1 Olcayto (58.) | keine                             |
| 11 | 12. Dezember 1943  | Anadolu Hisarı      | Şeref Stadyumu, Istanbul   | 3:2 (1:1) | 1:0 Gençsoy (24.), 2:2 Eken (56.), 3:2 Sevinç (72.) | keine                             |
| 12 | 19. Dezember 1943  | Davutpaşa SK        | Şeref Stadyumu, Istanbul   | 4:1 (3:1) | 1:0 Eken (8.), 2:1 Kılıç (21.), 3:1 Kılıç (38.), 4:1 Eken (80.)                                                                                             | keine                             |
| 13 | 26. Dezember 1943  | Beşiktaş Istanbul   | Şeref Stadyumu, Istanbul   | 0:2 (0:0) | keine | keine                             |
| 14 | 2. Januar 1943     | Istanbulspor        | Şeref Stadyumu, Istanbul   | 1:2 (1:0) | 1:0 Ebcim (42.) | Arslanalp (66.)                   |
| 15 | 23. Januar 1944    | Beykozspor          | Şeref Stadyumu, Istanbul   | 2:0 (0:0) | 1:0 Eken (58.), 2:0 Eken (73.) | keine                             |
| 16 | 30. Januar 1944    | Süleymaniye         | Şeref Stadyumu, Istanbul   | 6:0 (2:0) | 1:0 Zorlu (2.), 2:0 Eken (31.), 3:0 Zorlu (52.), 4:0 Zorlu (53.), 5:0 Eken (75.), 6:0 Zorlu (83.)                                                           | Ebcim (66.)                       |
| 17 | 6. Februar 1944    | Fenerbahçe Istanbul |                            | 0:3 1     | |                                   |
| 18 | 20. Februar 1944   | Vefa Istanbul       | Şeref Stadyumu, Istanbul   | 0:3 2     | |                                   |

### İstanbul Kupası
| R  | Datum             | Gegner            | Ort                        | Ergebnis             | Tor(e) für Galatasaray Istanbul |
| -- | ----------------- | ----------------- | -------------------------- | -------------------- | --- |
| 3R | 28. November 1943 | Haliç İdman Yurdu | Fenerbahçe Stadı, Istanbul | 11:1 (4:0)           | 1:0 Kılıç (4.), 2:0 Olcayto (5.), 3:0 Eken (35.), 4:0 Aykaç (44.), 5:0 Ebcim (56.), 6:0 Ebcim (61.), 7:0 Ebcim (68.), 8:0 Ebcim (75.), 9:0 Ebcim (80.), 10:0 Olcayto (83.), 11:0 G. Olcayto (84.) |
| VF | 9. Januar 1944    | Alemdar SK        | Şeref Stadyumu, Istanbul   | 4:0 (1:0)            | 1:0 Canpolat (20.), 2:0 Canpolat (57.), 3:0 Ebcim (65.), 4:0 Ebcim (85.) |
| HF | 27. Februar 1944  | Beşiktaş Istanbul | Şeref Stadyumu, Istanbul   | 1:1 n. V. (1:1, 0:1) | 1:1 Sevinç (59.) |
| HF | 5. März 1944      | Beşiktaş Istanbul | Şeref Stadyumu, Istanbul   | 0:1 (0:1)            | keine |

## Spielerstatistiken
| Spieler          | İstanbul Futbol Ligi | İstanbul Futbol Ligi | İstanbul Futbol Ligi | İstanbul Futbol Ligi | İstanbul Kupası | İstanbul Kupası | İstanbul Kupası | İstanbul Kupası | Total    | Total | Total       | Total      |
| Spieler          | Einsätze             | Tore                 | Gelbe Karte          | Rote Karte           | Einsätze        | Tore            | Gelbe Karte     | Rote Karte      | Einsätze | Tore  | Gelbe Karte | Rote Karte |
| ---------------- | -------------------- | -------------------- | -------------------- | -------------------- | --------------- | --------------- | --------------- | --------------- | -------- | ----- | ----------- | ---------- |
| Enver Arslanalp  | 10                   | 0                    | 0                    | 1                    | 1               | 0               | 0               | 0               | 11       | 0     | 0           | 1          |
| Eşfak Aykaç      | 4                    | 2                    | 0                    | 0                    | 2               | 1               | 0               | 0               | 6        | 3     | 0           | 0          |
| Faruk Barlas     | 14                   | 0                    | 0                    | 0                    | 4               | 0               | 0               | 0               | 18       | 0     | 0           | 0          |
| Orhan Canpolat   | 16                   | 0                    | 0                    | 0                    | 4               | 3               | 0               | 0               | 20       | 3     | 0           | 0          |
| Hikmet Ebcim     | 15                   | 3                    | 0                    | 1                    | 4               | 7               | 0               | 0               | 19       | 10    | 0           | 1          |
| Bülent Eken      | 13                   | 12                   | 0                    | 0                    | 3               | 1               | 0               | 0               | 16       | 13    | 0           | 0          |
| Cemil Erlertürk  | 3                    | 3                    | 0                    | 0                    | 0               | 0               | 0               | 0               | 3        | 3     | 0           | 0          |
| Sabri Gençay     | 0                    | 0                    | 0                    | 0                    | 0               | 0               | 0               | 0               | 0        | 0     | 0           | 0          |
| Mustafa Gençsoy  | 16                   | 2                    | 0                    | 0                    | 4               | 0               | 0               | 0               | 20       | 2     | 0           | 0          |
| Osman İncili     | 17                   | 0                    | 0                    | 0                    | 3               | 0               | 0               | 0               | 20       | 0     | 0           | 0          |
| Adnan İncirmen   | 8                    | 0                    | 0                    | 0                    | 2               | 0               | 0               | 0               | 10       | 0     | 0           | 0          |
| Saim Kaur        | 0                    | 0                    | 0                    | 0                    | 1               | 0               | 0               | 0               | 1        | 0     | 0           | 0          |
| Gündüz Kılıç     | 11                   | 9                    | 0                    | 0                    | 2               | 1               | 0               | 0               | 13       | 10    | 0           | 0          |
| Gazanfer Olcayto | 16                   | 6                    | 0                    | 0                    | 2               | 2               | 0               | 0               | 18       | 8     | 0           | 0          |
| Kemal Öngü       | 2                    | 0                    | 0                    | 0                    | 1               | 0               | 0               | 0               | 3        | 0     | 0           | 0          |
| Salim Şatıroğlu  | 17                   | 0                    | 0                    | 1                    | 3               | 0               | 0               | 0               | 20       | 0     | 0           | 1          |
| Arif Sevinç      | 15                   | 3                    | 0                    | 0                    | 4               | 1               | 0               | 0               | 19       | 4     | 0           | 0          |
| Muzaffer Tokaç   | 7                    | 6                    | 0                    | 0                    | 3               | 0               | 0               | 0               | 10       | 6     | 0           | 0          |
| İsmail Yönder    | 1                    | 0                    | 0                    | 0                    | 0               | 0               | 0               | 0               | 1        | 0     | 0           | 0          |
| İlyas Zorlu      | 2                    | 4                    | 0                    | 0                    | 1               | 0               | 0               | 0               | 3        | 4     | 0           | 0          |